# 栖云洞造像
栖云洞造像陈列于福建省福州市罗源县城关南圣水寺栖云洞内，为十八罗汉石雕像，全国重点文物保护单位（第六批）。其中16尊系南宋淳祐八年（1248年）石匠陈曾缘刻，为福建省现存最早的石雕罗汉，另2尊属明代作品。此外，洞中还有一尊观音石雕。

## 被盗经历
由于价值珍贵，十八罗汉像曾5次被盗，被盗时间分别在1993年6月18日、1994年9月12日、1995年1月30日、1995年2月27日、2005年5月30日，皆被追回。此外，1994年3月10日，栖云洞的观音像被盗，至今下落不明。目前，栖云洞洞口已被锁闭，香客与游客无法进洞参拜和参观。